# 20352 Pinakibose
20352 Pinakibose è un asteroide della fascia principale. Scoperto nel 1998, presenta un'orbita caratterizzata da un semiasse maggiore pari a 2,3268092 UA e da un'eccentricità di 0,0452765, inclinata di 6,15408° rispetto all'eclittica.